# Protomerulius
Protomerulius — рід грибів родини Exidiaceae. Назва вперше опублікована 1895 року.